# لاست ایدن (آریزونا)
لاست ایدن (به انگلیسی: Lost Eden) یک منطقهٔ مسکونی در ایالات متحده آمریکا است که در آریزونا واقع شده‌است. لاست ایدن ۲٬۰۴۶ متر بالاتر از سطح دریا واقع شده‌است.